# Gattinara
Gattinara är en ort och kommun i provinsen Vercelli i regionen Piemonte, Italien. Kommunen hade 7 825 invånare (2018) och gränsar till kommunerna Ghemme, Lenta, Lozzolo, Roasio, Romagnano Sesia, Rovasenda och Serravalle Sesia.